# Vlag van Heemskerk

De vlag van de gemeente Heemskerk

De vlag van Heemskerk is de gemeentelijke vlag van de Nederlandse gemeente Heemskerk. De vlag werd op 28 januari 1965 door de gemeenteraad aangenomen. Het is een vierkantige vlag. De voorstelling op het dundoek is gelijk aan het wapen van Heemskerk: een blauw veld met daarop een witte klimmende leeuw, ter hoogte van de halve vlaghoogte. De leeuw kijkt naar de broeking van de vlag, richting de vlaggenmast. Het ontwerp was van de Hoge Raad van Adel.

## Verwante afbeelding

Het wapen van Heemskerk